# From the Muddy Banks of the Wishkah
From the Muddy Banks of the Wishkah (с англ. — «С мутных отмелей Уишки») — концертный альбом американской гранж-группы Nirvana, выпущенный 1 октября 1996 года на лейбле DGC Records. Альбом включает концертные записи группы, сделанные между 1989 и 1994 годами. В противовес предыдущему альбому Nirvana (MTV Unplugged in New York) — записи акустического концерта, From the Muddy Banks of the Wishkah полностью состоит из «электрических» записей.
Альбом стартовал с первой позиции в чарте Billboard 200 и оставался в нём на протяжении 25 недель. К 2001 году только в США было продано более миллиона копий альбома, что сделало его шестым платиновым альбомом Nirvana.

## Релиз
From the Muddy Banks of the Wishkah — второй альбом Nirvana, который был выпущен после смерти вокалиста и гитариста Курта Кобейна в апреле 1994 года. В основном записи были составлены Кристом Новоселичем, который также написал примечания к альбому. Новоселич и барабанщик группы Nirvana Дэйв Грол изначально планировали выпустить концертный альбом в 1994 году, чтобы дополнить MTV Unplugged in New York в двойном CD-издании, первоначально названном Verse Chorus Verse, одноименной песни Нирваны, так и самой распространенной структурой песни в музыке группы, но эмоционально неспособны скомпилировать его так быстро вскоре после смерти Кобейна.
Название альбома относится к реке Уишка в Абердине, штат Вашингтон, где как утверждал Кобейн проводил ночи спя под мостом Young Street Bridge в подростковом возрасте (как упоминается в песне «Something in the Way», выпущенной в 1991 году в Nevermind). Эта информация была опровергнута Новоселичем, который заявил: «Он никогда не жил под этим мостом. Он зависал там, но вы не смогли бы жить на этих грязных берегах, с прибывающим приливом вверх и вниз. Это был его собственный ревизионизм»
Из альбома не было выпущено никаких коммерческих синглов, но некоторые промоушен-синглы были в ротации на радио, в их числе «Aneurysm» (США и Великобритания), «Drain You» (США), «Lithium» (Нидерланды) и «Smells Like Teen Spirit» (Испания и Франция). В Австралии был выпущен ограниченным тиражом с дополнением синглов для песен «Aneurysm», «Heart-Shaped Box» и «Polly». В комплект издания альбома также включен Nevermind: It's an Interview, промозапись интервью, впервые выпущенный в 1992 году.

## Прием
| Оценки критиков               | Оценки критиков |
| Источник                      | Оценка          |
| ----------------------------- | --------------- |
| AllMusic                      | [ 7 ]           |
| Entertainment Weekly          | B+              |
| The Guardian                  | [ 9 ]           |
| Los Angeles Times             | [ 10 ]          |
| NME                           | 9/10            |
| Q                             | [ 12 ]          |
| Rolling Stone                 | [ 13 ]          |
| The Rolling Stone Album Guide | [ 14 ]          |
| Spin                          | 8/10            |
| The Village Voice             | A               |

Критический прием альбома был в целом положительным. Он был оценен в 9 место Rolling Stone 1997 года, также 10 лучших альбомов 1996 года, и занял 14 место в Spin в лучших альбомы 1996 года.
Лоррэйн Али из Rolling Stone описала альбом как «эмоциональную, висцеральную флип-сторону[уточнить]» MTV Unplugged in New York, и как «буйный и освобождающий», показывая группу «в их наиболее естественном состоянии, разбивая инструменты и вызывая необратимый тиннитус».Стивен Томас Эрлевайн из AllMusic назвал альбом «попыткой захватить Нирвану на пике своих возможностей на сцене», «немного незапланированный», но «по-прежнему потрясающая запись», которая «находит группу в прекрасной форме». Американский музыкальный критик Роберт Кристгау писал: «Я играю Unplugged чтобы освежить свою память о духовности соотечественника. Я буду играть это, когда я захочу вспомнить кишки, ярость и рок-н-ролльную музыку». Кейт Камерон приветствовал «акцент на позитивных .. версиях «Polly» и «Breed» на концерте Lamefest в лондонской «Астории» в декабре 1989 года, [ночь] Нирвана открыла для Mudhoney и Tad в двухтысячном пустом театре, что они были группой, предназначенной для того чтобы перенаправить пристальный взгляд поп-мира на город под названием Сиэтл».

## Список композиций
| №   | Название                                    | Длительность |
| --- | ------------------------------------------- | ------------ |
| 1.  | «Intro» (3 декабря 1989)                    | 0:51         |
| 2.  | «School» (25 ноября 1991)                   | 2:40         |
| 3.  | «Drain You» (28 декабря 1991)               | 3:34         |
| 4.  | «Aneurysm» (28 декабря 1991)                | 4:31         |
| 5.  | «Smells Like Teen Spirit» (28 декабря 1991) | 4:46         |
| 6.  | «Been a Son» (25 ноября 1991)               | 2:07         |
| 7.  | «Lithium» (25 ноября 1991)                  | 4:09         |
| 8.  | «Sliver» (10 ноября 1993)                   | 1:55         |
| 9.  | «Spank Thru» (19 ноября 1991)               | 3:10         |
| 10. | «Scentless Apprentice» (13 декабря 1993)    | 3:30         |
| 11. | «Heart-Shaped Box» (30 декабря 1993)        | 4:41         |
| 12. | «Milk It» (7 января 1994)                   | 3:45         |
| 13. | «Negative Creep» (31 октября 1991)          | 2:43         |
| 14. | «Polly» (3 декабря 1989)                    | 2:29         |
| 15. | «Breed» (3 декабря 1989)                    | 3:28         |
| 16. | «Tourette’s» (30 августа 1992)              | 1:55         |
| 17. | «Blew» (25 ноября 1991)                     | 3:35         |